# Acauloides ilonae
Acauloides ilonae är en nässeldjursart som först beskrevs av Anita Brinckmann-Voss 1966.  Acauloides ilonae ingår i släktet Acauloides och familjen Acaulidae. Inga underarter finns listade i Catalogue of Life.